# Выжевский, Степан Степанович
Степан Степанович Выжевский (1783—1850-е) — математик Российской империи, магистр философии, ординарный профессор и декан физико-математического факультета киевского Императорского университета св. Владимира, надворный советник.

## Биография
Сын дворянина, исповедования римско-католического. После окончания Педагогического института при Императорском Виленском университете со степенью магистра философии, был определён (1811) учителем математики в Виленскую гимназию. Перемещён (1813) на такую же должность в Кременецкий лицей. В лицее преподавал геометрию и алгебру. Исполнял должность префекта лицея (1820—1823, 1830—1833).
С закрытием Виленского университета (1831) и основанием взамен его Императорского университета св. Владимира в Киеве первым профессором математики в этом университете становится С. С. Выжевский, который читал (1834—1837) не только дифференциальное, интегральное и вариационное исчисление и аналитическую геометрию, но и статику с динамикой. В январе 1834 определён ординарным профессором чистой и прикладной математики. Трижды избирается деканом физико-математического факультета (1834, 1835 и 1836).
Произведён в чины коллежский асессор (1826) и надворный советник (1828). Награждён: Орден Святой Анны — 3 степени (1835) и знак отличия за 25 лет беспорочной службы (1837) с пенсионом полного оклада жалования в соответствии с званием ординарного профессора; чин действительного статского советника — (1870).
По отзывам бывших его слушателей, Выжевский отличался последовательным, строго-обдуманным и чрезвычайно обширным преподаванием. Не приготовленный на лекцию никогда не приходил; сам в высшей степени точный и отчётливый в выражениях, требовал того же от своих слушателей. В своих отношениях со студентами держал себя довольно неприступно и гордо.
Никаких печатных трудов после себя Выжевский не оставил.